# 岡田港

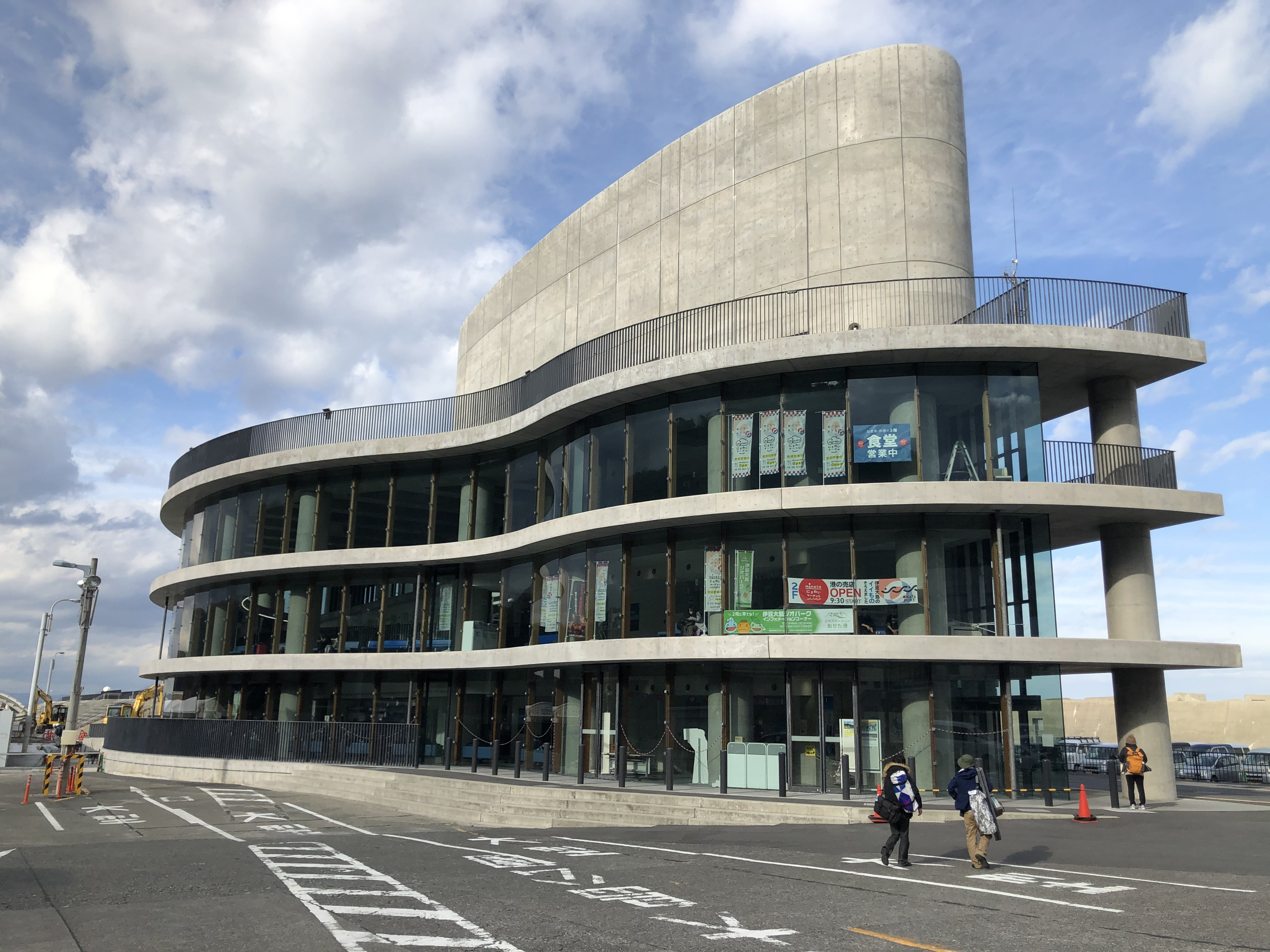
2019年に完成した新しい船客待合所

岡田港（おかたこう）は東京都大島町にある港湾。
　伊豆大島の北東部に位置し、同じ大島にある元町港を補う役割を果たしている。高波など悪天候時には岡田港発着となり、どちらから発着するかは当日東海汽船の公式サイトに記載される。
　上記公式サイトでの発表に関わらず、東京港発大型夜行船の早朝の入港と大島以降の島に向けての出港だけは例外で岡田港と決まっている。入港後10分ほどで元町港方面への臨時バス（有料）が運行される。また、早朝の出港に間に合うように元町港からの臨時バスが運行されている。
```
当日の出帆港（発着港）が元町港と発表された場合、大型夜行船の早朝の入港と出港だけは岡田港であり、それ以外の便は元町港となる。
```

## 歴史
- 1965年8月1日 - 濃霧の中、岡田港へ入港しようとした東海汽船「橘丸」が、港内外に多数存在したサバ漁船を避けそこない岩礁に接触。負傷者を出さずに港へ接岸させたものの船体に亀裂が入り浸水した[1]。
- 2019年2月6日 - （旧）船客待合所が役目を終え営業終了。翌2月7日からは（新）船客待合所がオープンした。

## 災害発生時の位置づけ

### 津波避難施設
船客待合所は津波避難施設と兼用施設であり、1階がチケットカウンターと待合所、2階が売店、交流スペース、3階がレストラン、12.9メートルの高さの屋上部分は津波避難施設となっている。2019年2月5日には完成式典が行われ、小池百合子東京都知事が出席した。

### 噴火発生時の避難港
- 伊豆大島が噴火した際には、島民が脱出するための避難港の一つに指定されている[3]。